# Hrádek (Gródek)
Hrádek (Gródek) – przystanek kolejowy w Gródku, w kraju morawsko-śląskim, w Czechach. Znajduje się na wysokości 360 m n.p.m.

## Historia
Przystanek kolejowy otwarto w 1910 roku gdy doprowadzono do niej kolej Koszycko-Bogumińską. Dawniej posiadał budynek stacyjny wybudowany w latach 60. XX wieku mieszczący poczekalnię i kasę biletową, wyburzony podczas modernizacji w 2009 roku. Po modernizacji przystanek posiada dwa perony z murowanymi wiatami przystankowymi, połączone przejściem podziemnym oraz dodatkowo ekrany akustyczne. Przystanek posiada dwujęzyczną nazwę, gdyż ponad 10% mieszkańców gminy to przedstawiciele mniejszości polskiej.